# 6 км (Вологодская область)
6 км — посёлок в Харовском районе Вологодской области России. Входит в состав Семигороднего сельского поселения, с точки зрения административно-территориального деления — в Семигородний сельсовет.

## География
Расстояние по автодороге до районного центра Харовска — 21 км, до центра муниципального образования Семигородней — 6 км. Ближайшие населённые пункты — Возрождение, Семигородняя, Судово.

## История
Возник в середине XX века на Семигородней узкоколейной железной дороге как лесозаготовительный пункт. Посёлок вытянут вдоль железной дороги приблизительно на километр.

## Население
| 2002 | 2010 |
| ---- | ---- |
| 49   | ↘10  |

По переписи 2002 года население — 49 человек (28 мужчин, 21 женщина), все — русские. По данным на 2010 год — 10 человек.

## Инфраструктура
Путевое хозяйство.

## Транспорт
Семигородняя узкоколейная железная дорога